# Malcolm Perry
Malcolm John Perry (Birmingham, 13 de novembro de 1951) é um físico britânico. É professor de física teórica da Universidade de Cambridge.
Foi aluno de pós-graduação no King's College (Cambridge), orientado por Stephen Hawking e Brandon Carter. Obteve um doutorado em 1978, com uma tese sobre mecânica quântica de buracos negros.